# David Prieto
David Prieto, né le 2 janvier 1983 à Séville, est un joueur de football espagnol.
Il évolue au poste défenseur.

## Carrière
David Prieto est formé au Séville FC. Il joue au Sevilla Atlético Club (l'équipe réserve du Séville FC), puis à Jerez CF (en), au  Xerez Club Deportivo et au Club Deportivo Tenerife où il est tour à tour prêté. Il voit son équipe remporter la Coupe UEFA en 2006 et la Supercoupe d'Espagne en 2007, sans jouer les finales. Ses deux dernières saisons à Xerez (en première division) et Tenerife (en deuxième division) s'achèvent sur deux relégations. 
En 2011, après neuf saisons dans l'effectif professionnel, il quitte son club formateur. Il évolue par la suite à Córdoba, Xerez encore une fois, Lugo, Murcie et Baleares depuis 2015, en Segunda puis Segunda B.
Son bilan en première division espagnole s'élève à 51 matchs joués, pour aucun but marqué.